# Oliveira de Azeméis
Oliveira de Azeméis es un municipio portugués situado en el distrito de Aveiro. Según el censo de 2021, tiene una población de 66 190 habitantes.
Está ubicado en la región estadística del Norte (NUTS II), área metropolitana de Oporto (NUTS III). 
Está subdividido en doce freguesias. Limita al nordeste con el municipio de Arouca, al este con Vale de Cambra y Sever do Vouga, al sur con Albergaria-a-Velha, al oeste con Estarreja y Ovar y al noroeste con Santa Maria da Feira y São João da Madeira.

## Demografía
| Gráfica de evolución demográfica de Oliveira de Azeméis entre 1864 y 2021 |
|                                                                           |
| Datos según el nomenclátor publicado por el INE portugués.                |

## Freguesias
Las freguesias de Oliveira de Azeméis son las siguientes:
- Corregosa
- Cesar
- Fajões
- Loureiro
- Macieira de Sarnes
- Nogueira do Cravo e Pindelo
- Oliveira de Azeméis, Santiago de Riba-Ul, Ul, Macinhata da Seixa e Madail
- Ossela
- Pinheiro da Bemposta, Travanca e Palmaz
- São Martinho da Gândara
- São Roque
- Vila de Cucujães